# Бекман, Теа
Теа Бекман (23 июля 1923, Роттердам — 5 мая 2004, Бюнник, провинция Утрехт) — нидерландская детская писательница.

## Биография
С одиннадцати лет Бекман мечтала стать писательницей. Ещё будучи подростком стала создавать короткие рассказы.
В Бекман изучала социальную психологию в университете Утрехта. Вслед за экономическим кризисом 1929 года её отец потерял свою работу, и Бекман была рада, что завершила учёбу, что особенно пригодилось после окончания Второй мировой войны.
Как автор, она намеревалась использовать фамилию своего мужа Дирка Бекманна в качестве псевдонима. Её издатель убеждал изменить его на Бекман, с одним «н», чтобы имя не казалось «слишком немецким».
Бекман известна прежде всего, как автор детского романа «Крестоносец в джинсах», написанного в 1973 году. За это произведение Теа была награждена премией «Золотой стилус». Книга описывает детский крестовый поход 1212 года и была экранизирована в 2006 году. Она также получила известность благодаря своей постапокалиптической трилогии, начинающейся книгой «Дети Матери-Земли», в которой колония в Гренландии, управляемая женщинами, борется с милитаристской «мужской» колонией Европы. Хотя книга имела ярко выраженную феминистскую направленность, Бекман всегда заявляла, что не разделяет идеологию, представленную в книге. «Мужчины являются жадными, агрессивными и нетерпимыми» — такова идея книги, идея, в которую автор никогда не верил.
Теа Бекман скончалась в 2004 году в своём доме в городе Бюнник при невыясненных обстоятельствах в возрасте 80 лет.

### Личная жизнь
В 1945 году Бекман вышла замуж за Дирка Хендрика Бекманна. За время их брака на свет появилось трое детей; сыновья Рин, Джерри и дочь Марианне. В 1993 году Дирк Бекманн умер.
Теа Бекман не верила в Бога и не интересовалась политикой.

## Избранная библиография
Ниже представлен список наиболее известных работ Теа Бекман.
- «Met Korilu de Griemel rond» («Вокруг Greemel с Korilu»), 1970 год (Позже переименован в «Zwerftocht met Korilu» — «Блуждающий с Korilu»)
- «Kruistocht in spijkerbroek» («Крестоносец в джинсах»), 1973 год — о детском крестовом походе 1212 года. В 2006 году произведение экранизировано. Книга переведена на русский язык в 1993 году
- «Mijn vader woont in Brazilië» («Мой отец живет в Бразилии»), 1974 год
- трилогия «The trilogy Geef me de ruimte» («Дайте мне космос»)

- «Geef me de ruimte» («Дайте мне космос»), 1976 год
- «Triomf van de verschroeide arde» («Триумф обожённой земли»), 1975 год
- «Het rad van fortuin» («Колесо фортуны»), 1978 год

- «Stad in de storm» («Город во время шторма»), 1970 год — об Утрехте в 1672 году («Год бедствий»)
- «Wij zijn wegwerpkinderen» («Мы — холостые дети»), 1980 год
- «De gouden dolk» («Золотой кинжал»), 1982 год — о втором крестовом походе, 1147-1149 гг.
- «Hasse Simonsdochter», 1982 год — о жене Яна ван Шаффелаара
- «Wonderkinderen» («Удивительные дети»), 1984 год — о двух одарённых детях
- Трилогия «Kinderen van Moeder Aarde» («Дети Матери-земли») футуристическая трилогия, рассказывающая историю борьбы утопической колонии Тулии с милитаристским Баденом, спустя тысячу лет после Третьей Мировой Войны.

- «Kinderen van Moeder Aarde» («Дети Матери-земли»), 1985 год
- «Het helse paradijs» («Адский Рай»), 1987 год
- «Het Gulden Vlies van Thule» («Золотая Овечья шерсть Тулии»), 1988 год

- «De val van de Vredeborch» («Падение Фридебурга»), 1988 год
- «Een bos vol spoken» («Лес, полный призраков»), 1988 год
- «Het wonder van Frieswijck» («Чудо Frieswijck»), 1991 год
- «De stomme van Kampen» («Немой из Кампена»), 1992 год — о немом живописце Хендрике Аверкампе
- «Кольцо-дожа Венеции» («Кольцо дожа Венеции»), 1994 год — о поездке в Венецию, чтобы получить важную реликвию для аббатства
- «Saartje Tadema», 1996 год — о сиротской девочке в Амстердамском приюте
- «Vrijgevochten» («Сражался за свободу»), 1999 год — о мальчике-матросе, который захвачен в рабство
- «Gekaapt!» («Угнанный!»), 2003 год

## Награды
- «Серебряный стилус», 1971 год за «Met Korilu de Griemel rond»[2]
- «Золотой стилус», 1974 год за «Kruistocht in spijkerbroek»[2]
- Премии в Амстелвене, Амстердаме, Роттердаме, Гааге за «Mijn vader woont in Brazilië»
- «Европейская историческая премия», 1976 год за «Kruistocht in spijkerbroek»
- «Серебряный стилус», 1980 год за «Stad in de storm»[2]
- «Флаг и вымпел», 1982 год за «Wij zijn wegwerpkinderen»
- Премия «Ассоциации учителей истории и политики» за исторические романы, 1984 год
- Поощрительная премия нидерландской детской литературы (13-16 лет), 1988 год за «Het helse paradijs»
- Премия в области нидерландской детской литературы (6-9 лет), 1988 год за «Een bos vol spoken»
- Премия в области нидерландской детской литературы (13-16 лет), 1988 год за «De val van de Vredeborch»
- Поощрительная премия нидерландской детской литературы (13-16 лет), 1990 год за «Het Gulden Vlies van Thule»
- Поощрительная премия нидерландской детской литературы (10-12 лет), 1991 год за «Het geheim van Rotterdam»
- Премия в области нидерландской детской литературы (13-16 лет), 1991 год за «Het geheim van Rotterdam»
- Поощрительная премия нидерландской детской литературы (13-16 лет), 1994 год за «De Stomme van Kampen»
- Премия др. Ферхмана в городе Кампен, 1993.
- Поощрительная премия нидерландской детской литературы (10-12 лет), 1994 год за «De verloren schat»
- Поощрительная премия нидерландской детской литературы (13-16 лет), 1995 год за «De verloren schat»
- Поощрительная премия нидерландской детской литературы (13-16 лет), 1998 год за «Saartje Tadema»
- Премия исторической газеты, 2003 год за «Gekaapt!».

Теа Бекман была членом жюри премии «Kluwer» в 1985 году.

## Премия имени Теа Бекман
После смерти Теа Бекман, «Historisch Nieuwsblad» переименовала «Bontekoe-award» (премия за лучшую историческую молодёжную книгу, учреждённая в 2003 году) в «Thea Beckman award».
- В 2004 году была присуждена Benny Lindelauf за её книгу «Negen open armen» («Девять объятий»).
- В 2005 году она была присуждена бельгийским авторам Jean-Claude van Rijckeghem и Pat Beirs за роман «Jonkvrouw» («Девица»).
- В 2006 году приз достался бельгийскому писателю Willy Spillebeen за роман «Сэмюэл».
- В 2007 году приз достался бельгийскому писателю Noëlla Elpers за книгу «Долорес!».
- В 2008 году премия не присуждалась. С 2009 года премия носит название «Archeonprijs».